# Milonga del marinero y el capitán
«Milonga del marinero y el capitán» es una exitosa canción interpretada por la banda española de rock Los Rodríguez, que está incluida en su tercer álbum de estudio titulado Palabras más, palabras menos (1995) y lanzada en el año de 1995 como segundo sencillo por la dupla discográfica Gasa, Warner Music.

## Origen y significado
La canción fue escrita por  Ariel Rot tanto como música como letra
La letra describe de cómo dos hombres quedan cautivados y enamorados a la vez por una mujer que baila sola, una figura que parece representar la tentación y el deseo.

## Lista de canciones

### CD - Promo
| Milonga del marinero y el capitán — Single |                                     |          |  |
| N.º                                        | Título                              | Duración |  |
| 1.                                         | «Milonga del marinero y el capitán» | 3:26     |  |

## Posiciones en las listas
| Listas (1996)                             | Posición |
| ----------------------------------------- | -------- |
| Estados Unidos Billboard Hot Latin Tracks | 95       |

## Premios y nominaciones
| Año  | Publicación | País | Lista                                 | Puesto |
| ---- | ----------- | ---- | ------------------------------------- | ------ |
| 2006 | Alborde     | EUA  | 500 canciones del Rock Iberoamericano | 170°   |